# Stax Museum of American Soul Music
Le Stax Museum of American Soul Music est un musée situé à Memphis dans le Tennessee, au 926 East McLemore Avenue, à l'emplacement de l'ancien siège de Stax Records.
Il est consacré à l'histoire du label discographique Stax Records et de ses artistes phares.
Le musée est exploité par Soulsville USA, qui exploite également la Stax Music Academy (en) adjacente.

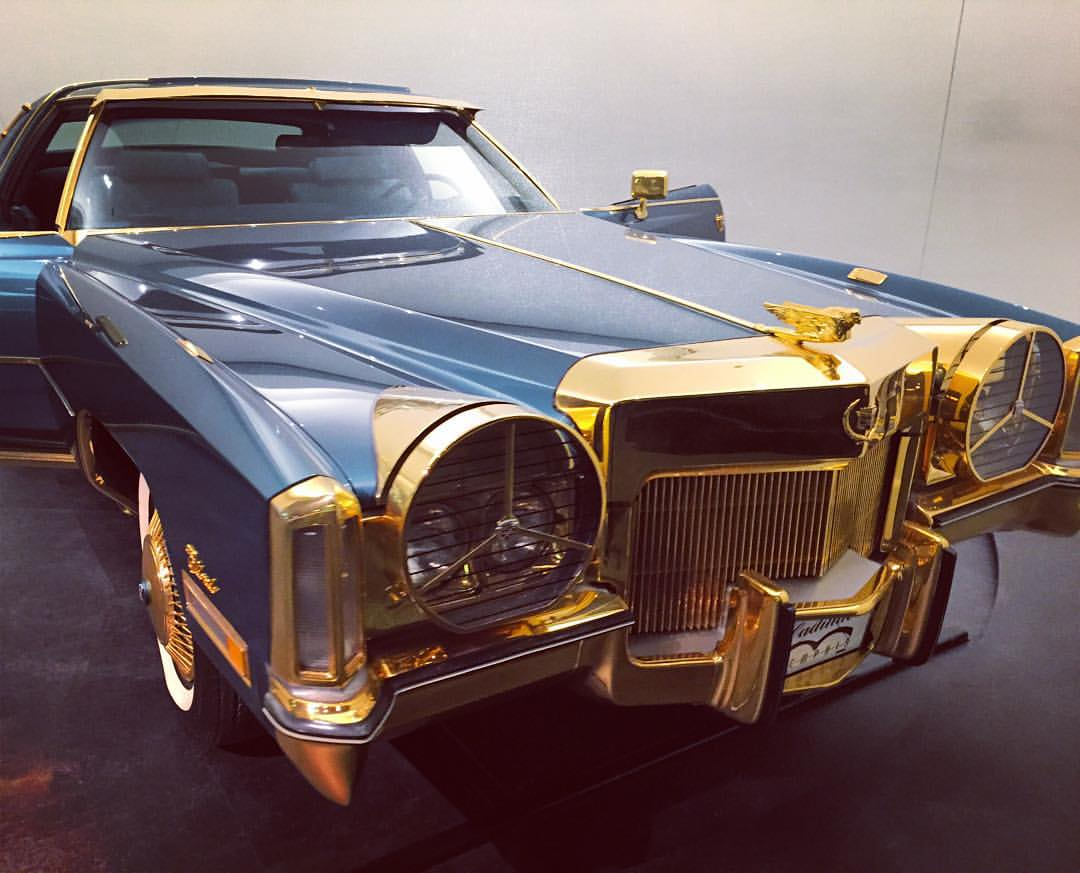
Une automobile Cadillac ayant appartenu à Isaac Hayes exposée dans le musée.